# Stronger with Each Tear
Stronger with Each Tear (czasami pisany jako Stronger withEach Tear) – dziewiąty album amerykańskiej piosenkarki R&B i Soul Mary J. Blige. Płyta ukazała się 21 grudnia 2009 roku.

## Lista utworów
1. "Tonight" - 4:00
2. "The One" (featuring Drake) - 3:14
3. "Said and Done" - 3:23
4. "Good Love" (featuring T.I.) - 4:01
5. "I Feel Good" - 3:47
6. "I Am" - 3:23
7. "Each Tear" - 4:15
8. "I Love U (Yes I Du)" - 3:23
9. "We Got Hood Love" (featuring Trey Songz) - 4:15
10. "Kitchen" - 4:31
11. "In the Morning" - 4:36
12. "Color" - 5:31